# Quartierverein
Ein Quartierverein (französisch Amicale du quartier oder Association des intérêts du quartier, italienisch associazioni di quartiere), im Bernischen teilweise Leist genannt, ist in der Schweiz ein Verein, der die Interessen der Bewohner eines Stadtteils gegenüber Behörden vertritt und das gesellschaftliche Leben fördert.

## Aufgaben
Der Quartierverein soll die gegenseitigen Interessen und den Austausch von Planungen zwischen der Gemeindeverwaltung und den Bürgern innerhalb eines Quartiers fördern. Weitere typische Aufgaben sind das Durchführen von Veranstaltungen, die Wahrung der Quartierinteressen insbesondere in Bezug auf Schule, Verkehr und Umwelt und das Fördern des Zusammengehörigkeitsgefühls durch sozialen Austausch. Oft versteht sich ein Quartierverein, dessen Mitglieder hauptsächlich alteingesessene Einwohner sind, als ein Gegenpol zur städtischen Exekutive. Die Mitgliedschaft kann jede natürliche oder juristische Person erwerben, die im Quartier lebt oder sich ihm verbunden fühlt.
Weitere Aufgaben der Anfangszeit waren die Beschaffung von Bezugsquellen für Lebensmitteln, Brennmaterial und Dünger für die oft als Selbstversorger angelegten Quartiere mit grossem Garten. Bestellungen für Kohlen und Torf sind belegt. Zu den Einrichtungen gehörten oft auch Bücher „zur Belehrung und Unterhaltung der Mitglieder“, die ausgeliehen oder im eigenen Lesezimmer konsumiert wurden. Im Wettinger Quartierverein Dynamoheim, inzwischen in Quartierverein Wettingen-Kloster umbenannt, wurden im ersten Vereinsjahr 1903 bei 136 Franken Jahreseinnahme 125 Franken für Bücher ausgegeben. Überliefert ist ferner, dass die 1932 diskutierte Anschaffung einer Telefonkabine dieses Quartiervereins wegen zu hoher Kosten von 95 Franken nicht realisiert werden konnte.
Quartiervereine sind gegebenenfalls miteinander in Interessengruppen zusammengeschlossen. Sie koordinieren die Einzelinteressen verschiedener Quartiervereine und stellen bestimmte Dienstleistungen der ihr angeschlossenen Quartiervereine zur Verfügung. So ist beispielsweise die Fédération des Associations de quartiers et d’habitants in Genf im Jahr 1982 als Dachorganisation entstanden, unter anderen initiiert vom Linkspolitiker Rémy Pagani. Die Zürcher Quartierkonferenz hat mit dem Stadtrat eine Vereinbarung über die Zusammenarbeit zwischen Stadt und Quartiervereinen geschlossen.
Im Kanton Basel-Stadt ist die Verwaltung sogar gemäss Verfassung verpflichtet, die durch die Quartiervereine und andere Organisationen vertretenen Quartiere einzubeziehen, wenn deren Belange betroffen sind.

## Geschichte
Nachdem in manchen Städten ab dem späten 19. und in der ersten Hälfte des 20. Jahrhunderts die Vororte in die jeweiligen Kernstädte eingemeindet worden waren und die früheren Gemeinden damit ihre lokalen Behörden verloren hatten, entstand das Bedürfnis für die Gründung von Quartiervereinen als Vertretung gegenüber der neuen zentralen Stadtregierung. Das Aufgabenprofil der Quartiervereine hat sich im Laufe der Jahrzehnte geändert: Stand in den ersten Jahrzehnten seitens der Bevölkerung Wünsche nach Strassenbeleuchtung, Polizei- und Postwesen, der Krankenpflege und vieler weiterer, heute selbstverständlicher Leistungen im Mittelpunkt, geht es heute meist um „Verkehrs- und Erschliessungsfragen, die das Quartier betreffen“. Eine weitere Gründungswelle Schweizer Quartiervereine gab es mit der jeweiligen Erschliessung neuer Siedlungsflächen im Grünen.

## Quartiervereine in ausgewählten Städten (Juli 2015)
- Aarau: 7 Quartiervereine[11]
- Basel-Stadt (Kanton): 17 Neutrale Quartiervereine[12]
- Bern: 13 Leiste[13]
- Biel: 12 Leiste (franz.: guildes)[14]
- Chur: 9 Quartiervereine, zusammengeschlossen im Stadtverein Chur[15][16]
- Freiburg: 14 Quartiervereine (associations de quartiers)[17]
- Locarno: 8 associazioni di quartiere, zusammengeschlossen im Forum delle Associazioni[18]
- Luzern: 21 Quartiervereine, im Verband der Quartiervereine der Stadt Luzern zusammengeschlossen[19]
- Neuenburg: 14 associations de quartier[20]
- Schaffhausen: 11 Quartiervereine[21]
- St. Gallen: 17 Quartiervereine, zusammengeschlossen in Vereinigte Quartiervereine St. Gallen[22]
- Winterthur: 53 Quartiervereine, gemäss der Liste der Quarterentwicklung Winterthur[23]
- Zollikon: 1 Quartierverein für den Zollikerberg[24]
- Zürich: 25 Quartiervereine,[25] die die 22 Stadtquartiere vertreten. Quartierkonferenz als Vereinigung der Quartiervereine.